# Ґоцу
Ґоцу (яп. 江津市) — місто в префектурі Шімане, Японія.
Населення 23 712 осіб (на 1 березня 2018 року).
Кадастрова площа — 268,51 км².